# 遠州岩水寺駅
遠州岩水寺駅（えんしゅうがんすいじえき）は、静岡県浜松市浜名区於呂にある遠州鉄道鉄道線の駅。駅番号はET17。
駅名には「遠州」を冠するが、車内放送では省略し「岩水寺駅」と案内されている。なお、当駅付近には天竜浜名湖線の「岩水寺駅」が別に存在するが、接続駅ではない。
駅名になっている岩水寺には、天竜浜名湖線の岩水寺駅のほうが近い。

## 歴史
高野山別格本山でもある岩水寺の最寄駅として開業（当時は境内入口が現在よりも1キロ南）。また岩水寺にて鉄道安全乗客守護も祈願された。
隣の遠州芝本駅が改良されるまではこの駅で列車交換が行われていた。第二次世界大戦前から1960年代頃まで、根堅地区で採掘された石灰石とその製品の積出駅となっていた。2002年には、県立自然公園の最寄駅であることから作られた、丸太組みのログハウス調の駅舎が国土交通省中部運輸局主催の第4回中部の駅百選に認定された。

### 年表
- 1909年（明治42年）12月6日：岩水寺駅（がんすいじえき）として開設。
- 1923年（大正12年）4月1日：遠州岩水寺駅（えんしゅうがんすいじえき）に改称。
- 1974年（昭和49年）9月頃：無人駅化。
- 2012年（平成24年）10月17日：ホーム改良工事を実施。同時に東口新設[5]。

## 駅構造
島式ホーム1面2線を有する地上駅。無人駅である。2012年（平成24年）7月11日より、スロープ設置やホーム嵩上げ等の改良工事と東口の設置工事が行われ、10月17日に東口が供用開始された。これに合わせて浜松市により東口ロータリーの整備が行われた。

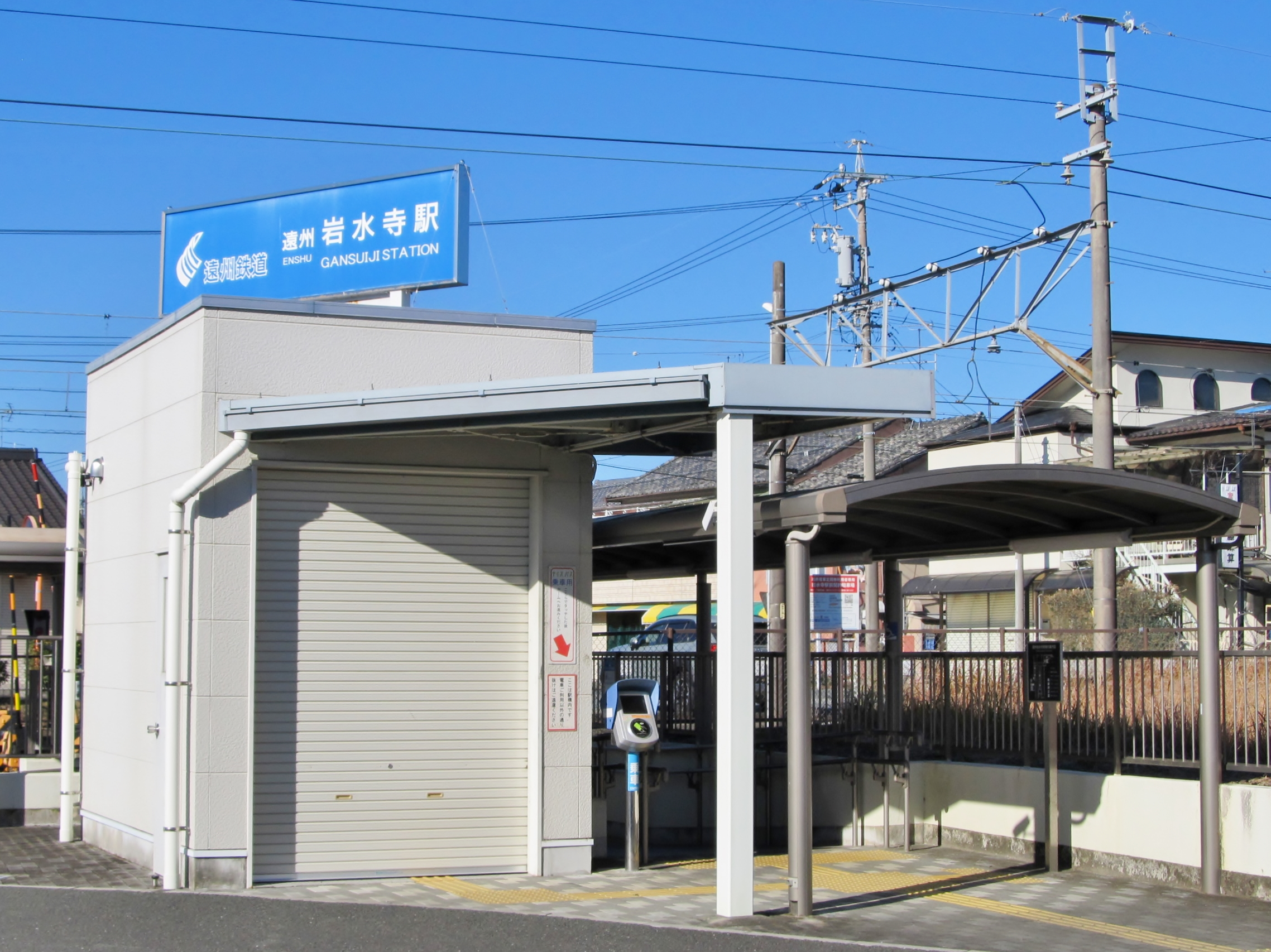
東口
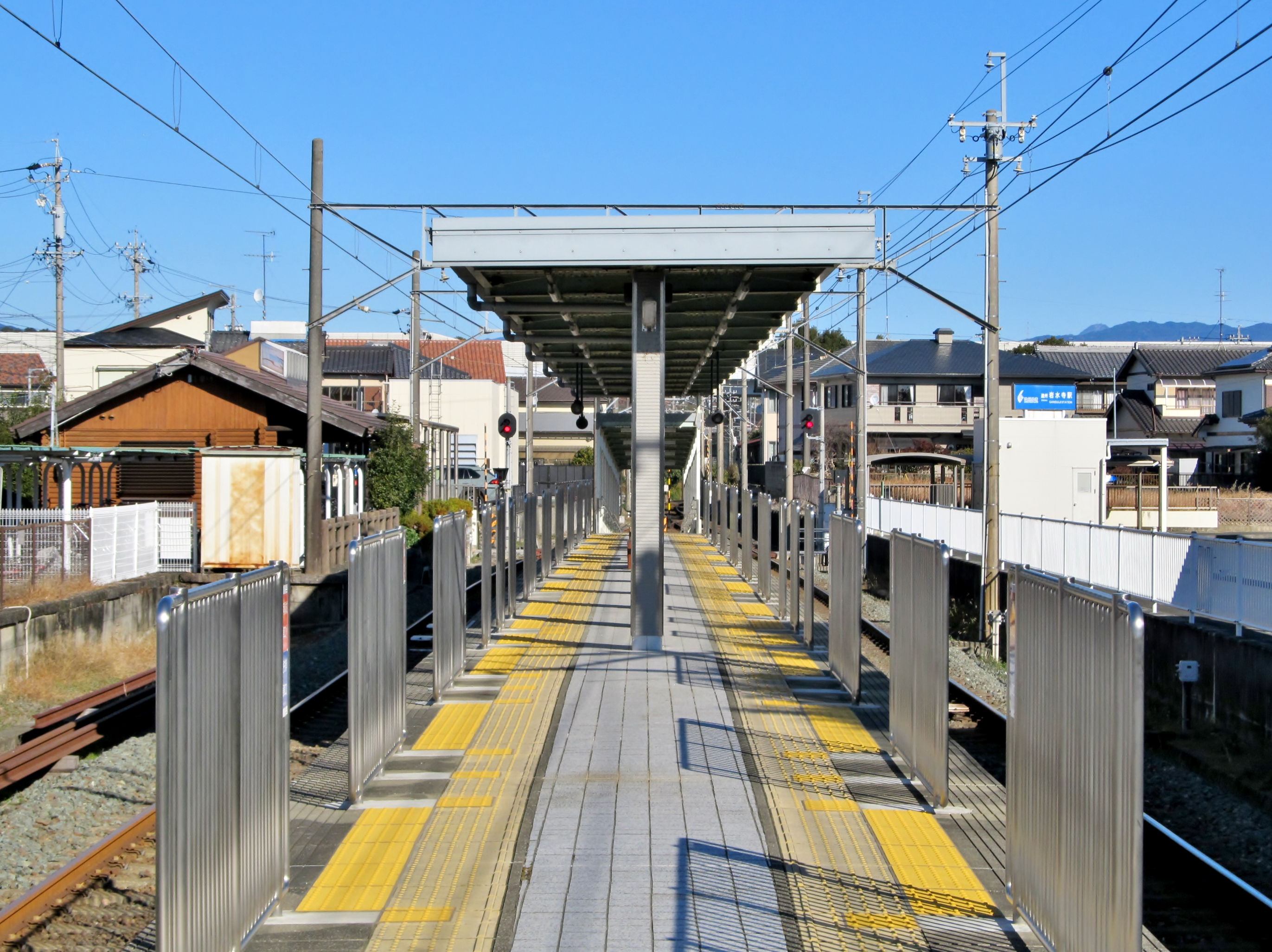
ホーム
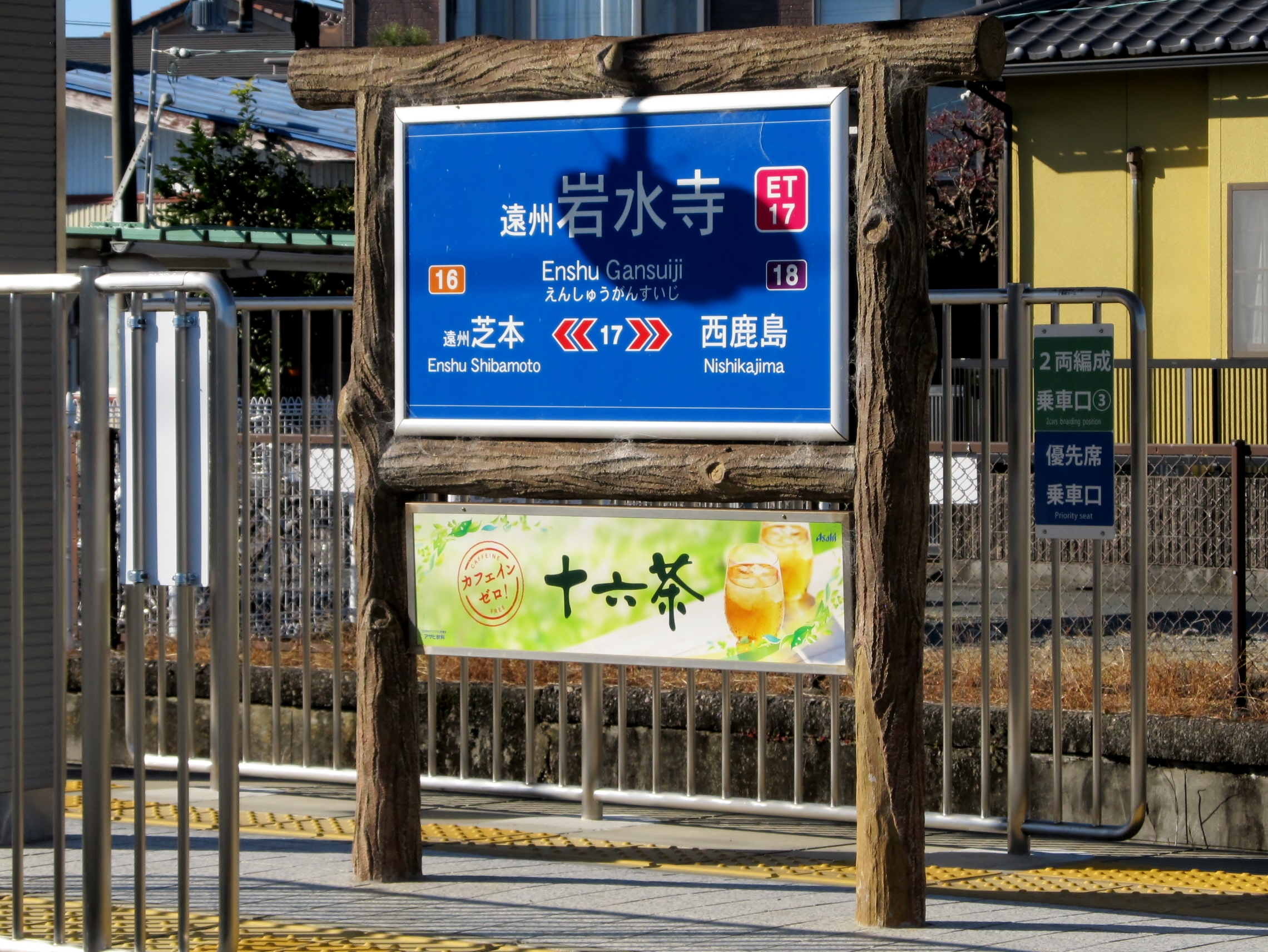
駅名標

## 利用状況
2019年度（令和元年度）の乗車人員は150,281人、降車人員は151,116人であり、乗車、降車共に同線の全18駅の中で最も少ない。
1980年度（昭和55年度）以降の乗車人員および降車人員は次の表の通り。
| 年間の乗車人員・降車人員の推移 | 年間の乗車人員・降車人員の推移 | 年間の乗車人員・降車人員の推移 | 年間の乗車人員・降車人員の推移 |
| 年度                           | 遠州鉄道                       | 遠州鉄道                       | 出典・備考                     |
| 年度                           | 乗車人員                       | 降車人員                       | 出典・備考                     |
| ------------------------------ | ------------------------------ | ------------------------------ | ------------------------------ |
| 1980年度（昭和55年度）         | 225,368 人                     | 238,430 人                     | [ 静岡県 2 ]                   |
| 1981年度（昭和56年度）         | 212,015 人                     | 232,651 人                     | [ 静岡県 3 ]                   |
| 1982年度（昭和57年度）         | 205,689 人                     | 219,687 人                     | [ 静岡県 4 ]                   |
| 1983年度（昭和58年度）         | 212,575 人                     | 214,934 人                     | [ 静岡県 5 ]                   |
| 1984年度（昭和59年度）         | 189,918 人                     | 203,477 人                     | [ 静岡県 6 ]                   |
| 1985年度（昭和60年度）         | 177,159 人                     | 194,516 人                     | [ 静岡県 7 ]                   |
| 1986年度（昭和61年度）         | 180,532 人                     | 200,774 人                     | [ 静岡県 8 ]                   |
| 1987年度（昭和62年度）         | 182,206 人                     | 202,862 人                     | [ 静岡県 9 ]                   |
| 1988年度（昭和63年度）         | 192,357 人                     | 208,062 人                     | [ 静岡県 10 ]                  |
| 1989年度（平成元年度）         | 208,849 人                     | 221,042 人                     | [ 静岡県 11 ]                  |
| 1990年度（平成2年度）          | 214,879 人                     | 221,361 人                     | [ 静岡県 12 ]                  |
| 1991年度（平成3年度）          | 208,789 人                     | 214,691 人                     | [ 静岡県 13 ]                  |
| 1992年度（平成4年度）          | 214,279 人                     | 220,418 人                     | [ 静岡県 14 ]                  |
| 1993年度（平成5年度）          | 213,402 人                     | 219,437 人                     | [ 静岡県 15 ]                  |
| 1994年度（平成6年度）          | 198,162 人                     | 200,983 人                     | [ 静岡県 16 ]                  |
| 1995年度（平成7年度）          | 204,552 人                     | 207,272 人                     | [ 静岡県 17 ]                  |
| 1996年度（平成8年度）          | 196,109 人                     | 198,590 人                     | [ 静岡県 18 ]                  |
| 1997年度（平成9年度）          | 208,948 人                     | 209,542 人                     | [ 静岡県 19 ]                  |
| 1998年度（平成10年度）         | 189,540 人                     | 190,060 人                     | [ 静岡県 20 ]                  |
| 1999年度（平成11年度）         | 191,647 人                     | 197,331 人                     | [ 静岡県 21 ]                  |
| 2000年度（平成12年度）         | 185,749 人                     | 190,169 人                     | [ 静岡県 22 ]                  |
| 2001年度（平成13年度）         | 176,604 人                     | 180,282 人                     | [ 静岡県 23 ]                  |
| 2002年度（平成14年度）         | 169,754 人                     | 174,570 人                     | [ 静岡県 24 ]                  |
| 2003年度（平成15年度）         | 156,345 人                     | 161,149 人                     | [ 静岡県 25 ]                  |
| 2004年度（平成16年度）         | 169,553 人                     | 164,292 人                     | [ 静岡県 26 ]                  |
| 2005年度（平成17年度）         | 158,325 人                     | 159,104 人                     | [ 静岡県 27 ]                  |
| 2006年度（平成18年度）         | 156,269 人                     | 157,129 人                     | [ 静岡県 28 ]                  |
| 2007年度（平成19年度）         | 167,231 人                     | 167,317 人                     | [ 静岡県 29 ]                  |
| 2008年度（平成20年度）         | 168,849 人                     | 167,337 人                     | [ 静岡県 30 ]                  |
| 2009年度（平成21年度）         | 152,915 人                     | 151,666 人                     | [ 静岡県 31 ]                  |
| 2010年度（平成22年度）         | 149,461 人                     | 146,645 人                     | [ 静岡県 32 ]                  |
| 2011年度（平成23年度）         | 146,947 人                     | 144,517 人                     | [ 静岡県 33 ]                  |
| 2012年度（平成24年度）         | 151,670 人                     | 149,887 人                     | [ 静岡県 34 ]                  |
| 2013年度（平成25年度）         | 149,616 人                     | 147,779 人                     | [ 静岡県 35 ]                  |
| 2014年度（平成26年度）         | 161,099 人                     | 159,946 人                     | [ 静岡県 36 ]                  |
| 2015年度（平成27年度）         | 159,682 人                     | 157,269 人                     | [ 静岡県 37 ]                  |
| 2016年度（平成28年度）         | 162,189 人                     | 161,038 人                     | [ 静岡県 38 ]                  |
| 2017年度（平成29年度）         | 156,609 人                     | 154,802 人                     | [ 静岡県 39 ]                  |
| 2018年度（平成30年度）         | 147,151 人                     | 148,250 人                     | [ 静岡県 40 ]                  |
| 2019年度（令和元年度）         | 150,281 人                     | 151,116 人                     | [ 静岡県 1 ]                   |

## 駅周辺

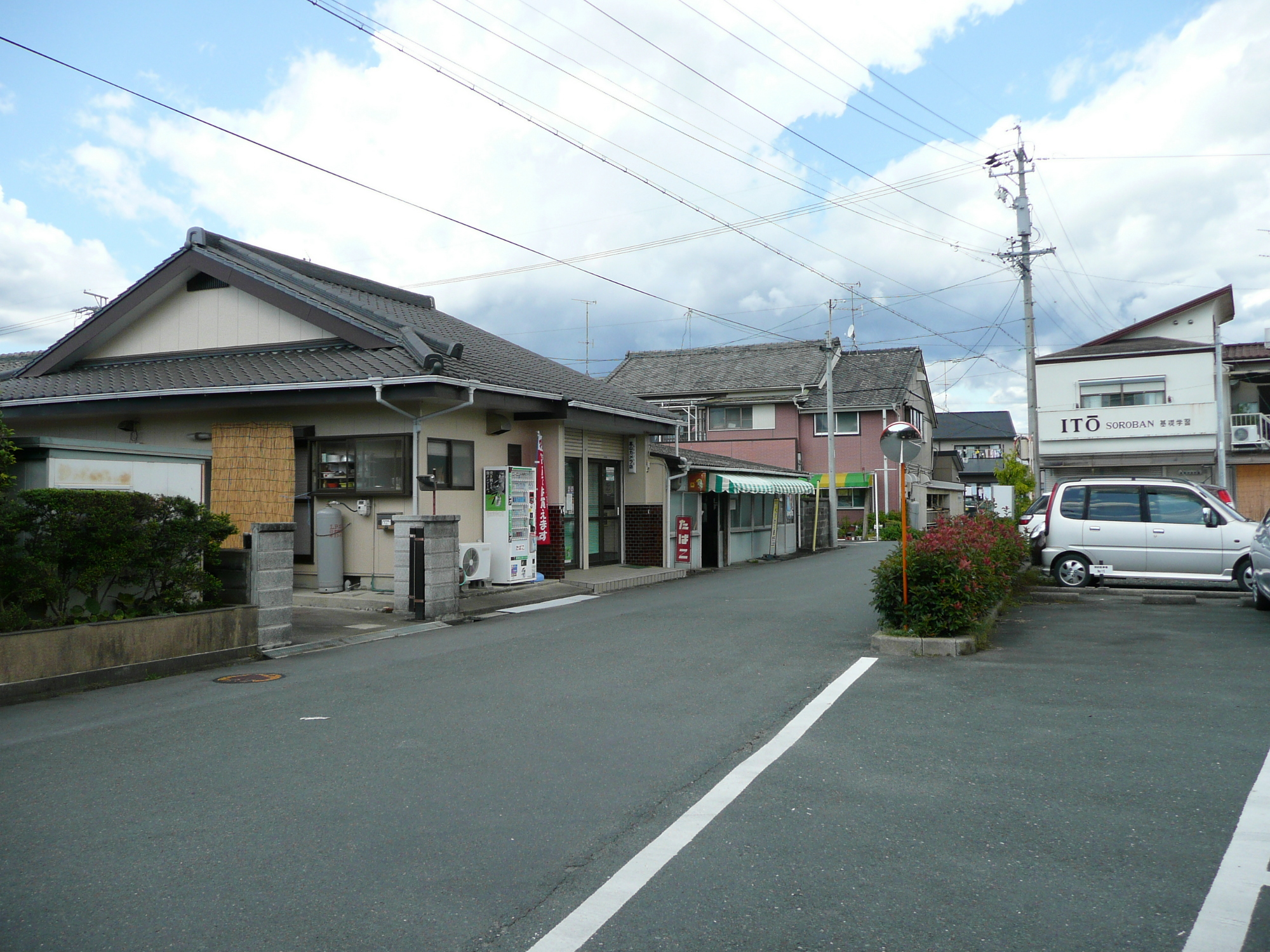
駅前（2008年9月）

駅周辺には駐輪場が左右に2ヶ所、月極駐車場が3ヶ所あり、駅の西側には送迎スペースもある。
- 浜松市立赤佐小学校
- 浜北地域活動・研修センター
- 於呂神社
- 遠州信用金庫赤佐支店
- 森修焼 本社・直営店

## 隣の駅
遠州鉄道
■鉄道線
遠州芝本駅（ET16） - 遠州岩水寺駅（ET17） - 西鹿島駅（ET18）